# Classe Canada
La classe Canada est une classe de vaisseau de ligne de 3e rang armés de 74 canons, conçue pour la Royal Navy par William Bateley.

## Les unités de la classe
| classe Neptune | classe Neptune             | classe Neptune    | classe Neptune    | classe Neptune             | classe Neptune |
| Nom            | Chantier naval             | Commande          | Lancement         | Fin                        | Tableau        |
| -------------- | -------------------------- | ----------------- | ----------------- | -------------------------- | -------------- |
| HMS Canada     | chantier naval de Woolwich | 1er décembre 1759 | 17 septembre 1765 | démoli en 1834             |                |
| HMS Majestic   | Adams & Barnard à Deptford | 23 août 1781      | 11 décembre 1785  | démoli en avril 1816       |                |
| HMS Orion      | Barnard à Deptford         | 2 octobre 1782    | 1er juin 1787     | démoli en 1814             |                |
| HMS Captain    | Batson à Limehouse Yard    | 14 novembre 1782  | 26 novembre 1787  | incendié et démoli en 1813 |                |